# Giovanni Cimara
Giovanni Cimara (Roma, 1º febbraio 1889 – 14 dicembre 1970) è stato un attore italiano di cinema, radio e teatro.

## Biografia
Nato da una nobile famiglia romana e fratello del ben più celebre Luigi Cimara, nonché del musicista Pietro Cimara, ebbe una non fortunata carriera di attore in giovane età ma riuscì, successivamente, a rifarsi ottenendo una prima scrittura in teatro dal grande Ermete Zacconi, per passare quindi alla compagnia di Dina Galli.
Fu anche molto attivo nel cinema muto dove debuttò nel 1913 con un contratto con la casa di produzione Latium ed in seguito fu apprezzato protagonista di film prodotti dalla casa di produzione Pasquali Film e Edison Film, poi dal 1918 lavorò per la Ambrosio Film e infine, dal 1921 con la Silentium Film e Rodolfi Film.
In quell'epoca apparve in pellicole importanti e di grande successo come Le primule insanguinate del 1914, Ettore Fieramosca del 1915, Passione tsigana e La contessa Arsenia diretti da Ernesto Maria Pasquali nel 1916. Seguirono poi L'amante della luna del 1919 (film in due episodi) e Canaglia dorata del 1921 (in tre episodi) fino a La vena d'oro del 1930, diretto da Guglielmo Zorzi.
Con l'avvento del sonoro le sue partecipazioni a film si diradarono e negli anni trenta entrò all'EIAR dove divenne un quotato attore radiofonico in un periodo in cui la prosa attraverso l'apparecchio radio era seguitissima. 
Nel 1933 è Lisandro in Sogno di una notte di mezza estate di William Shakespeare per la regia di Max Reinhardt con Carlo Lombardi, Cele Abba, Nerio Bernardi, Rina Morelli, Sarah Ferrati, Cesare Bettarini, Armando Migliari, Ruggero Lupi, Luigi Almirante, Giuseppe Pierozzi, Memo Benassi, Evi Maltagliati ed Eva Magni nel Giardino di Boboli e Sinibaldo nella prima assoluta di La rappresentazione di Santa Uliva nel Chiostro Grande della Basilica di Santa Croce di Firenze con la Morelli, Bettarini, Benassi, Andreina Pagnani, Lupi, Lombardi, la Ferrati, Bernardi e Migliari per la regia di Jacques Copeau.
Nel 1940 fu scritturato per interpretare se stesso nel film Ecco la radio!, diretto da Giacomo Gentilomo.
Alla radio continuò a lavorare assiduamente anche nel dopoguerra recitando con la Compagnia del Teatro Comico Musicale di Roma diretta da Riccardo Mantoni.
Cimara divenne, dal 1946, per un certo periodo docente di recitazione alla Libera Accademia d'Arte di Torino apparendo di tanto in tanto in ruoli secondari in alcuni film degli anni quaranta e cinquanta: tra questi meritano una menzione Campo di maggio, Catene invisibili e Lo scapolo di Antonio Pietrangeli del 1955 dove fu accanto ad Alberto Sordi.
Tornò anche, di tanto in tanto, a lavorare in teatro.
Si sposò due volte, la prima con l'attrice radiofonica Lina Franceschi, poi con Paola Fiorentini.

## Filmografia
- Ettore Fieramosca, regia di Domenico Gaido e Umberto Paradisi (1915)
- Gens nova, regia di Luigi Maggi (1920)
- La vena d'oro, regia di Guglielmo Zorzi (1929)
- Corte d'Assise, regia di Guido Brignone (1930)
- Campo di maggio, regia di Giovacchino Forzano (1935)
- Regina della Scala, regia di Guido Salvini, Camillo Mastrocinque (1936)
- Pietro Micca, regia di Aldo Vergano (1938)
- Ecco la radio!, regia di Giacomo Gentilomo (1940)
- La vita torna, regia di Pier Luigi Faraldo (1941)
- Catene invisibili, regia di Mario Mattoli (1942)
- Cercasi bionda bella presenza, regia di Pina Renzi (1942)
- Lo scapolo, regia di Antonio Pietrangeli (1955)
- Camping, regia di Franco Zeffirelli (1957)
- Jane Eyre, regia di Anton Giulio Majano (1957)

## Varietà radiofonici Rai
- Sotto il parapioggia di Dino Verde e Renzo Puntoni, regia di Riccardo Mantoni, trasmessa nel 1951-1952.

## Prosa radiofonica

### Eiar
- L'imperatore della velocità, Radiosinesi in un atto di Giorgio Erico, regia di Alberto Casella trasmessa il 18 gennaio 1937
- Angela mia, tre atti di Paola Riccora, trasmessa il 4 marzo 1940.
- Un orologio si è fermato di Edoardo Anton, trasmessa il 2 febbraio 1941.

### Rai
- Generalissimo, commedia di Ferenc Molnar, regia di Claudio Fino, trasmessa il 17 ottobre 1946
- Conchiglia, commedia di Sergio Pugliese, regia di Umberto Benedetto,  trasmessa il 28 aprile 1947
- Il paese delle vacanze, commedia di Ugo Betti, regia di Umberto Benedetto, trasmessa il 16 agosto 1948.
- I cari inganni, commedia di John Boyton Priestley, regia di Umberto Benedetto, trasmessa il 14 febbraio 1949
- Aria Nuova, di Frederic Lonsdale, regia di Umberto Benedetto, trasmessa il  14 luglio 1949
- L'armadietto cinese, commedia di Aldo De Benedetti, regia di Guglielmo Morandi, trasmessa 17 ottobre 1949.
- Chatterton, dramma di Alfred de Vigny, regia di Guglielmo Morandi, trasmesso il 8 maggio 1950
- Angeli e colori di Carlo Linati, regia di Pietro Masserano Taricco, trasmessa il 15 maggio 1950.
- L'ora del delitto, giallo radiofonico di Tito Guerrini, regia di Pietro Masserano Taricco, trasmesso il 1 agosto 1951
- Un gioco di società, commedia di Lazslo Fodor, regia di Pietro Masserano Traicco, trasmessa il 20 agosto 1951
- Il sole non si ferma, di Giuseppe Bevilacqua, regia di Anton Giulio Majano, trasmessa il 5 maggio 1952
- Prova generale, radiocommedia di Lina Werthmuller e Matteo Spinola, regia fi Nino Meloni, trasmessa il 14 gennaio 1956
- Daniele fra i leoni di Guido Cantini,  regia di Anton Giulio Majano, trasmessa il 28 aprile 1958.
- Giovanna D'Arco di Charles Péguy, regia di Anton Giulio Majano, trasmessa il 15 maggio 1950.

## Prosa televisiva
- Il serpente a sonagli, regia di Anton Giulio Majano, trasmessa il 19 ottobre 1956.

## Teatro
- Troilo e Cressida di William Shakespeare, regia di Luchino Visconti, Firenze, Giardino di Boboli, 21 giugno 1949.